# Hillman Wizard
La Hillman Wizard est une voiture six cylindres produite par la marque anglaise Hillman entre 1931 et 1933. La production commença en avril 1931.
La Wizard a été produite en deux modèles, la 65 et la 75. Le modèle 65 avait un alésage de 65 mm et une puissance fiscale de 15,7 chevaux, tandis que la 75 avait un alésage de 75 mm et était classée a 20.9 chevaux.
Le point de vente clé pour la Wizard, l'auto-proclamée "Voiture des Modernes", est qu'elle fut testée pour des conditions internationales, et pas seulement celles trouvées en Grande-Bretagne. La voiture aurait été soumise à toutes sortes d'essais et de test. Des photos existent encore de la Wizard pilotée pour les tests en France, en Espagne, en Italie, en Autriche, en Algérie, en Égypte et au Maroc.

## Styles de carrosserie
La Wizard a tout d'abord présentée avec cinq styles de carrosserie, chacune disponible en trois couleurs. Les modèles furent les berlines familiales cinq places à £270; la berline de luxe à £285; le coupé-cabriolet à £299; la berline de sport quatre portes à £299 et la randonneuse cinq places à £270. Les châssis nus étaient disponibles pour £198.
La berline familiale et les modèles de tourisme les moins chers étaient équipés de roues de 19 pouces en acier type artillerie. Des roues à rayons étaient disponibles pour un supplément de £7 à £10. Tous les autres modèles avaient des roues à rayons en standard et du Verre de Sécurité Triplex pour toutes les vitres plutôt qu'uniquement pour le pare-brise.

## Groupe motopropulseur
Les deux moteurs avaient une course de 106 mm, donnant pour le modèle 65 une cylindrée de 2,110 cm3 et 2,810 cm3 pour le modèle 75. Le modèle 75 ciblait principalement les marchés d'exportation, compte tenu du supplément de £5 de la taxe sur les chevaux fiscaux payable en Grande-Bretagne en raison de sa plus grande cylindrée. Le six cylindres à soupapes latérales avait une culasse détachable et une bobine d'allumage. Il y avait un embrayage monodisque à sec et une boîte de vitesses a quatre rapports avec troisième silencieuse.

## La Suspension et les freins
La Suspension a été fournie par des ressorts semi-elliptiques à l'avant et à l'arrière, avec des amortisseurs  hydrauliques. Les freins sont des Bendix-Perrot à double-servo de série sur les quatre roues, actionnés par l'intermédiaire de câbles blindés par la pédale ou un levier.

## Ventes
Il est estimé que près de 3.250 Wizard furent vendues en 1931, environ 2.186 en 1932, et les chiffres de 1933 sont inconnus. Ces résultats furent décevants pour une voiture avec autant de promesses, cependant la difficile situation économique de l'époque a presque certainement contribué à la faiblesse des résultats de vente pour une voiture qui fournissait à ses propriétaires une indémodable perception d'exubérance.
Pendant ce temps, la Hillman Minx quatre-cylindres avait beaucoup de succès, avec des ventes de près de 20.000 véhicules par an. La Wizard sortit de production en 1933. Rootes rentra à nouveau dans le marché du six-cylindres en 1934, avec l'introduction des modèles Hillman 16hp & 20/70.